# 安大略418號省道
安大略418號省道（英語：Ontario Highway 418），正式名稱為國王418號公路（King's Highway 418），是加拿大安大略省南部一條南北向400系列高速公路，全長約10（6.2英里），全線位於大多倫多地區杜林區克拉靈頓以内，南北兩端分別與401號公路和407號公路的東延路段交匯。此項目在早期規劃階段曾稱為杜林東部通道（East Durham Link），並與407號公路東延項目的第二階段一併進行，2019年12月通車，2022年前曾為一條收費道路。

## 歷史
隨著省府於2000年代中期重提擱置多年的407號公路東延項目，當局亦宣佈在杜林區興建兩條連接407號和401號公路的南北向高速公路，分別為杜林西部通道（即412號公路）和杜林東部通道。加拿大聯邦政府於2007年3月宣佈為包括杜林東部通道在内的407號公路東延項目提供撥款，而項目環評報告則於2009年8月公佈。省府於2015年2月宣佈將杜林東部通道編號為418號公路。
418號公路與407號公路東延項目第二期路段於2015年末動工興建；418號公路介乎407號公路和湯頓道（Taunton Road）的路段於2018年1月2日開通，但暫時編為407號公路的一部分。418號公路餘下介乎湯頓道和401號公路的路段則於2019年12月9日通車，湯頓道以北的路段亦同時歸入418號公路。
2022年2月，省府宣布取消418號和412號公路收費，同年4月5日生效。

## 收費
418號公路從2022年4月5日起取消收費。在此之前，2020年2月1日起公路收費架構如下（每公里以加元計）：
| 時段                                                                          | 輕型車輛 | 單節重型車輛 | 多節重型車輛 |
| ----------------------------------------------------------------------------- | -------- | ------------ | ------------ |
| 上午尖峰時段 周一至周五早上6時至10時、 及下午3時至7時（假日例外）               | 29.66 ¢  | 59.32 ¢      | 88.97 ¢      |
| 工作日日間時段 周一至周五早上10時至下午3時                                    | 23.52 ¢  | 47.04 ¢      | 88.97 ¢      |
| 周末及假日日間時段 周末及假日早上11時至晚上7時                                | 22.50 ¢  | 45.00 ¢      | 67.50 ¢      |
| 離峰時段 周一至周五晚上7時至早上6時（假日例外）、 周末及假日晚上7時至早上11時 | 19.43 ¢  | 38.86 ¢      | 58.29 ¢      |

- 每次收費是根據車輛進入公路的時段而計算
- 407號公路的車內收發器亦可應用於418號公路
- 不設收發器的輕型車輛（電單車例外）每次使用公路時皆會被收取車輛號牌攝影機附加費；電單車則因車上通常缺乏適合安裝收發器的位置，因此不需繳付此項費用
- 法例規定使用此公路的重型車輛需安裝收發器；當局可向違例者徵收罰款

## 出口列表
下列為418號公路沿線的出入口，排序從南至北。此公路全線坐落杜林區境内。
| 城鎮     | 公里          | 目的地                     | 附註               |
| -------- | ------------- | -------------------------- | ------------------ |
| 克拉靈頓 |               | 401號省道 - 多倫多、京士頓 |                    |
| 克拉靈頓 | 杜林區2號公路 |                            |                    |
| 克拉靈頓 |               | 杜林4號區道 （湯頓道 / ）  | 北行出口及南行入口 |
| 克拉靈頓 | 407號省道     |                            |                    |

## 外部連結
- （英文）Highway 407 （页面存档备份，存于）－407號公路東延項目網站（包含418號公路資訊）